# Дюлино
Дюлино (болг. Дюлино) — село в Болгарии. Находится в Варненской области, входит в общину Бяла. Население составляет 399 человек.

## Политическая ситуация
В местном кметстве Дюлино, в состав которого входит Дюлино, должность кмета (старосты) исполняет Славчо Неделчев Славов (независимый) по результатам выборов.
Кмет (мэр) общины Бяла — Анастас Костов Трендафилов (Граждане за европейское развитие Болгарии (ГЕРБ)) по результатам выборов.

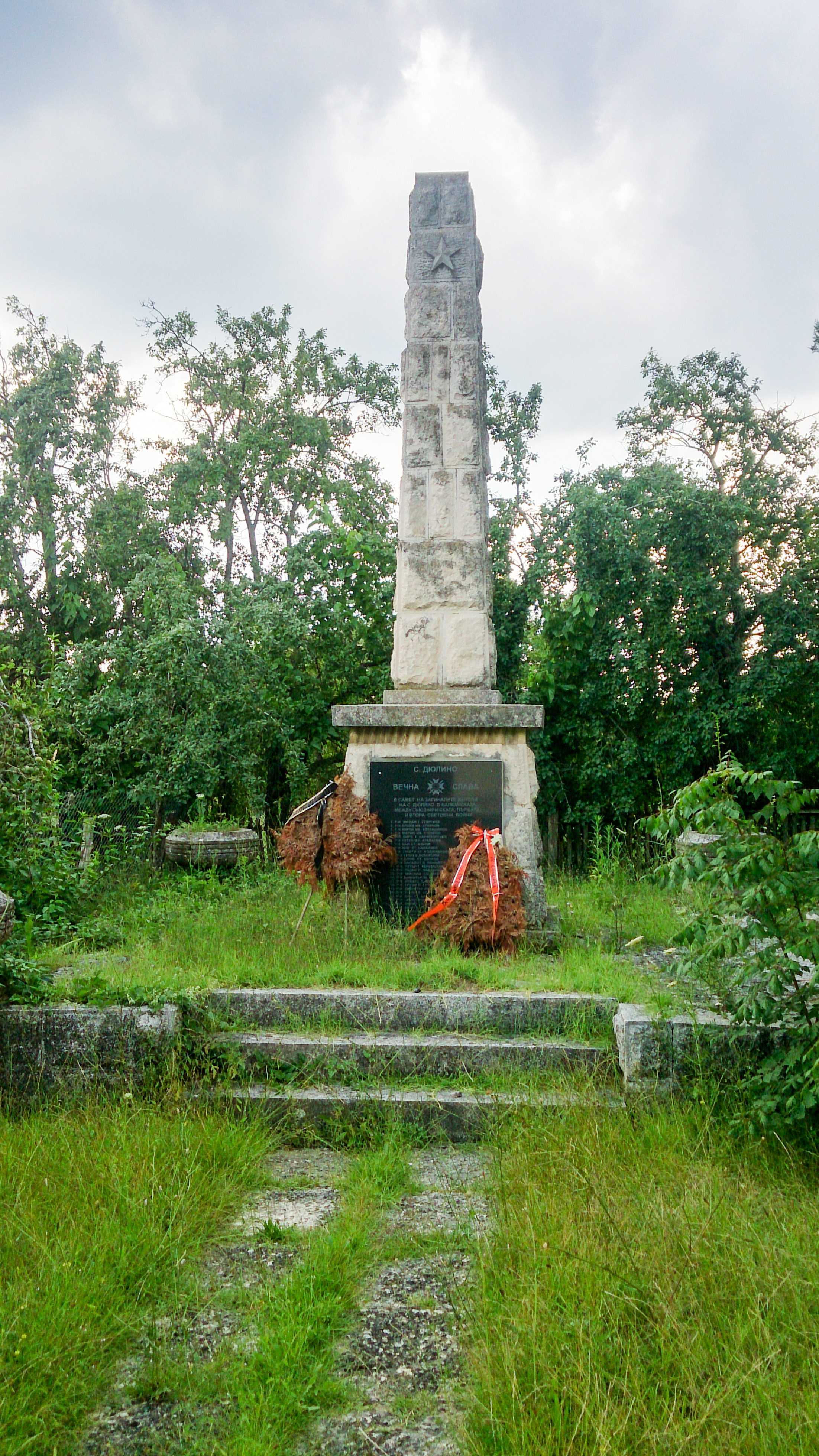